# Andrijiwka (rejon pryłucki)
Andrijiwka (ukr. Андріївка) – wieś na Ukrainie, w obwodzie czernihowskim, w rejonie pryłuckim, w hromadzie Icznia. W 2001 liczyła 314 mieszkańców.